# Torneo Preolímpico Sudamericano de 1980
El Torneo Preolímpico Sudamericano de 1980 se realizó entre el 23 de enero y el 15 de febrero de 1980 en Colombia.
En el torneo participaron 7 de los 10 equipos pertenecientes a la Conmebol, de los cuales consiguieron la clasificación Colombia y Venezuela a los Juegos Olímpicos de Moscú 1980.
Ante la negativa de viajar a los Juegos Olímpicos por parte del campeón Argentina (alineada al boicot estadounidense), su lugar debía ser tomado por Perú, que tampoco fue bajo el mismo argumento y finalmente la plaza fue ocupada por Venezuela.

## Árbitros
- Abel Gnecco
- Luis Barrancos
- Luís Carlos Félix Ferreira
- Gastón Castro
- Guillermo Velásquez Ramírez
- Elías Jácome
- Juan Francisco Escobar Valdez
- Enrique Labo Revoredo
- Ramón Barreto
- José Castro Lozada

## Participantes
| Equipos participantes | Equipos participantes | Equipos participantes | Equipos participantes |
| --------------------- | --------------------- | --------------------- | --------------------- |
| Argentina             | Bolivia               | Brasil                | Chile                 |
| Colombia              | Perú                  | Venezuela             |                       |

No participaron en esta edición de dicho Torneo Preolimpico Colombia 1980 las selecciones nacionales de: Ecuador, Paraguay y Uruguay.

## Sedes
| Bogotá                            | Cali                              | Pereira                         | Barranquilla             |
| --------------------------------- | --------------------------------- | ------------------------------- | ------------------------ |
| Estadio Nemesio Camacho El Campín | Estadio Olímpico Pascual Guerrero | Estadio Hernán Ramírez Villegas | Estadio Romelio Martínez |
| Capacidad: 55 000                 | Capacidad: 42 000                 | Capacidad: 20 000               | Capacidad: 20 000        |
|                                   |                                   |                                 |                          |

## Resultados

### Clasificación
| Equipo    | PJ | PG | PE | PP | GF | GC | Dif | PTS |
| --------- | -- | -- | -- | -- | -- | -- | --- | --- |
| Argentina | 6  | 5  | 1  | 0  | 13 | 2  | +11 | 11  |
| Colombia  | 6  | 3  | 1  | 2  | 10 | 5  | +5  | 7   |
| Perú      | 6  | 3  | 1  | 2  | 9  | 7  | +2  | 7   |
| Venezuela | 6  | 2  | 1  | 3  | 7  | 6  | +1  | 5   |
| Brasil    | 6  | 2  | 1  | 3  | 8  | 12 | -4  | 5   |
| Chile     | 6  | 1  | 2  | 3  | 3  | 5  | -2  | 4   |
| Bolivia   | 6  | 1  | 1  | 4  | 3  | 16 | -13 | 3   |

### Partidos
| 23 de enero de 1980 | Brasil               | 2:1 (1:0) | Venezuela | Estadio Pascual Guerrero, Cali          |                                         |
|                     | Vítor 2' · Silva 50' |           | Peña 88'  | Árbitro(s): Guillermo Velásquez Ramírez | Árbitro(s): Guillermo Velásquez Ramírez |

| 23 de enero de 1980 | Chile                   | 2:0 (2:0) | Bolivia | Estadio Hernán Ramírez, Pereira        |                                        |
|                     | González 24' · Lara 44' |           |         | Árbitro(s): Luís Carlos Félix Ferreira | Árbitro(s): Luís Carlos Félix Ferreira |

| 24 de enero de 1980 | Colombia                          | 2:1 (0:0) | Perú          | Estadio El Campín, Bogotá |                           |
|                     | Cardona 75' (pen.) · Fiorillo 76' |           | Arrelucea 86' | Árbitro(s): Ramón Barreto | Árbitro(s): Ramón Barreto |

| 27 de enero de 1980 | Argentina       | 1:0 (0:0) | Chile | Estadio El Campín, Bogotá              |                                        |
|                     | Meza 58' (pen.) |           |       | Árbitro(s): Luís Carlos Félix Ferreira | Árbitro(s): Luís Carlos Félix Ferreira |

| 27 de enero de 1980 | Perú                         | 3:0 (0:0) | Brasil | Estadio Romelio Martínez, Barranquilla |                         |
|                     | Zapata 49' · Medina 63', 86' |           |        | Árbitro(s): Abel Gnecco                | Árbitro(s): Abel Gnecco |

| 27 de enero de 1980 | Colombia | 0:1 (0:0) | Venezuela       | Estadio Pascual Guerrero, Cali |                           |
|                     |          |           | Zubizarreta 65' | Árbitro(s): Gastón Castro      | Árbitro(s): Gastón Castro |

| 30 de enero de 1980 | Brasil                                                     | 4:0 (3:0) | Bolivia | Estadio El Campín, Bogotá      |                                |
|                     | Jorginho 5' · Cristóvão 21' · Rau 39' (a.g.) · Alselmo 56' |           |         | Árbitro(s): José Castro Lozada | Árbitro(s): José Castro Lozada |

| 31 de enero de 1980 | Colombia              | 3:1 (1:1) | Chile          | Estadio Hernán Ramírez, Pereira                                   |                                                                   |
|                     | Agudelo 32', 53', 55' |           | Luis Gómez 36' | Asistencia: 20.000 espectadores Árbitro(s): Enrique Labo Revoredo | Asistencia: 20.000 espectadores Árbitro(s): Enrique Labo Revoredo |

| 31 de enero de 1980 | Argentina       | 1:0 (0:0) | Venezuela | Estadio Romelio Martínez, Barranquilla |                          |
|                     | Meza 81' (pen.) |           |           | Árbitro(s): Elías Jácome               | Árbitro(s): Elías Jácome |

| 3 de febrero de 1980 | Argentina                                 | 4:1 (2:1) | Perú           | Estadio Pascual Guerrero, Cali |                            |
|                      | Meza 41', 44' (pen.) · Bocanelli 87', 89' |           | A. Eugenio 32' | Árbitro(s): Luis Barrancos     | Árbitro(s): Luis Barrancos |

| 3 de febrero de 1980 | Venezuela | 5:1 (4:0) | Bolivia | Estadio El Campín, Cali                   |  |
|                      |           |           |         | Árbitro(s): Juan Francisco Escobar Valdez |  |

| 3 de febrero de 1980 | Brasil | 0:0 | Chile | Estadio Romelio Martínez, Barranquilla                   |  |
|                      |        |     |       | Asistencia: 2.070 espectadores Árbitro(s): Ramón Barreto |  |

| 6 de febrero de 1980 | Perú          | 1:0 (0:0) | Chile | Estadio El Campín, Cali                 |                                         |
|                      | Arrelucea 72' |           |       | Árbitro(s): Guillermo Velásquez Ramírez | Árbitro(s): Guillermo Velásquez Ramírez |

| 6 de febrero de 1980 | Colombia | 0:1 (0:1) | Bolivia      | Estadio Romelio Martínez, Barranquilla                                    |                                                                           |
|                      |          |           | Figueroa 35' | Asistencia: 17.716 espectadores Árbitro(s): Juan Francisco Escobar Valdez | Asistencia: 17.716 espectadores Árbitro(s): Juan Francisco Escobar Valdez |

| 7 de febrero de 1980 | Argentina                           | 3:1 (1:0) | Brasil     | Estadio El Campín, Bogotá         |                                   |
|                      | Randazzo 25' · Meza 82', 89' (pen.) |           | García 55' | Árbitro(s): Enrique Labo Revoredo | Árbitro(s): Enrique Labo Revoredo |

| 10 de febrero de 1980 | Colombia                                               | 5:1 (3:0) | Brasil   | Estadio Pascual Guerrero, Cali |                           |
|                       | Sarmiento 38', 41', 43' · Agudelo 79' · A. Cardona 82' |           | Luís 72' | Árbitro(s): Gastón Castro      | Árbitro(s): Gastón Castro |

| 10 de febrero de 1980 | Perú                             | 2:0 (0:0) | Venezuela | Estadio El Campín, Bogotá |                         |
|                       | García-Lapouble 41' · Medina 86' |           |           | Árbitro(s): Abel Gnecco   | Árbitro(s): Abel Gnecco |

| 10 de febrero de 1980 | Argentina                                   | 4:0 (2:0) | Bolivia | Estadio El Campín, Bogotá      |                                |
|                       | Hoyos 3' · Ludueña 18', 88' · Bocanelli 63' |           |         | Árbitro(s): José Castro Lozada | Árbitro(s): José Castro Lozada |

| 13 de febrero de 1980 | Chile | 0:0 | Venezuela | Estadio Romelio Martínez, Barranquilla |  |
|                       |       |     |           | Árbitro(s): Luis Barrancos             |  |

| 14 de febrero de 1980 | Bolivia   | 1:1 (1:0) | Perú           | Estadio Hernán Ramírez, Pereira                          |                                                          |
|                       | López 25' |           | A. Eugenio 78' | Asistencia: 20.400 espectadores Árbitro(s): Elías Jácome | Asistencia: 20.400 espectadores Árbitro(s): Elías Jácome |

| 15 de febrero de 1980 | Colombia | 0:0 | Argentina | Estadio El Campín, Bogotá              |  |
|                       |          |     |           | Árbitro(s): Luís Carlos Félix Ferreira |  |

| Bandera de Argentina |
| Argentina            |
| Campeón 3.er título  |

## Clasificados
| Bandera de Colombia | Bandera de Venezuela |
| Colombia            | Venezuela            |
| Subcampeón          | Cuarto puesto        |